# アイーダカラ
アイーダカラ（AIDAcara）は、アイーダ・クルーズが運航しているクルーズ客船。

## 概要
1996年6月4日、フィンランドのクヴァルネル・マサ造船所ツルク工場で竣工。船価は1億8千万ドル。
6月下旬よりスペインのマヨルカ島パルマ起点のウィークリークルーズに就航した。
なお新造時の船名は「アイーダ（Aida）」で、ドイツの旅行会社DSTが運航していた。
その後、2001年に「アイーダカラ」と改名した。